# Paul McGuigan (réalisateur)
Pour les articles homonymes, voir Paul McGuigan.
Paul McGuigan, né le 19 septembre 1963 à Bellshill (Écosse), est un réalisateur britannique.

## Filmographie

### Au cinéma
- 1998 : Acid House (The Acid House)
- 2000 : Gangster No. 1
- 2003 : The Reckoning
- 2004 : Rencontre à Wicker Park (Wicker Park)
- 2006 : Slevin (Lucky Number Slevin)
- 2009 : Push
- 2015 : Docteur Frankenstein (Victor Frankenstein)
- 2017 : Film Stars Don't Die in Liverpool

### À la télévision
- 2006 : Thief : Pilote (1 × 01)
- 2010 - 2012 Sherlock : 
  - Une étude en rose (1 × 01)
  - Le Grand Jeu (1 × 03)
  - Un scandale à Buckingham (2 × 01)
  - Les Chiens de Baskerville (2 × 02)

- 2011 : Monroe : 3 épisodes
- 2011 : Scandal  série télévisée
- 2012 : Smash  série télévisée
- 2022 : Inside Man